# 12382 Niagara Falls
12382 Niagara Falls este un asteroid din centura principală de asteroizi.

## Descriere
12382 Niagara Falls este un asteroid din centura principală de asteroizi. A fost descoperit pe 28 septembrie 1994 la Kitt Peak National Observatory în cadrul proiectului Spacewatch. Asteroidul prezintă o orbită caracterizată de o semiaxă mare de 2,79 ua, o excentricitate de 0,04 și o înclinație de 1,0° în raport cu ecliptica.